# Candide Pralong
Candide Pralong (Martigny, 24 settembre 1990) è un fondista svizzero.

## Biografia
Pralong, attivo dal dicembre del 2006, ha esordito in Coppa del Mondo l'11 dicembre 2010 a Davos in una 15 km (72º), ai Giochi olimpici invernali a Pyeongchang 2018, dove si è classificato 47º nella 15 km, 29º nella 50 km e 30º nello skiathlon, e ai Campionati mondiali a Oberstdorf 2021, dove si è piazzato 21º nella 50 km e 30º nello skiathlon. Ai XXIV Giochi olimpici invernali di Pechino 2022 è stato 22º nella 50 km, 22º nello skiathlon e 7º nella staffetta; ai Mondiali di Planica 2023 si è classificato 48º nella 15 km e 8º nella staffetta e a quelli di Trondheim 2025 si è piazzato 38º nella 50 km.

## Palmarès

### Coppa del Mondo
- Miglior piazzamento in classifica generale: 60º nel 2023